# Винницкая областная филармония
Винницкая областная филармония (укр. Вінницька обласна філармонія) — государственное учреждение культуры в Виннице.

## История
В мае 1937 года решением управления по делам искусств при Винницком облисполкоме облгоссовет реорганизован в областную филармонию. 
В октябре этого же 1937 года филармония организует в Виннице гастроли симфонического оркестра, выступления ведущих артистов О. Петрусенко, М. Гришко, З. Гайдай, Д. Ойстраха.
В годы Великой Отечественной войны многие артисты филармонии вошли в состав фронтовых концертных бригад, а в 1944 году, после освобождения области от немецко-фашистских захватчиков, областная филармония вновь возобновила свою концертную деятельность.

## Состав
Сегодня в филармонии работает более 100 артистов, ежегодно проходит около 600 концертов.
Творческий процесс областной филармонии обеспечивают концертные коллективы, в составе которых высококвалифицированные артисты и отдельные исполнители:
- Ансамбль песни и танца «Подолье» художественный руководитель и главный балетмейстер заслуженный артист Украины Анатолий Кондюк, главный хормейстер заслуженный артист Украины Виктор Волков, руководитель оркестра Владимир Пирог;
- Камерный оркестр «Арката» художественный руководитель и дирижёр заслуженный деятель искусств Украины Георгий Курков;
- Эстрадно-цирковая группа для детей «Арлекино», руководитель Валерий Войтенко;
- Музыкальный лекторий для учащихся общеобразовательных школ г. Винница, руководитель лектор-музыковед Татьяна Снежко;
- Дуэт в составе заслуженных артистов Украины Любови и Виктора Анисимова;
- Солисты-вокалисты — народная артистка Украины Виктория Петрушенко (сопрано), заслуженные артисты Украины Ирина Швец (сопрано), Василий Король (тенор), Наталья Векленко (сопрано), Мария Червоний (меццо-сопрано);
- Солисты-инструменталисты — заслуженный деятель искусств Украины Георгий Курков, заслуженная артистка Украины Галина Гусева (скрипка), Максим Гринченко (скрипка), Игорь Курков (гобой), Виталий Козицкий (баян);
- Артисты музыкального лектория — Юрий Харченко, Василий Журбенко, Ярослав Фиськов, Юрий Кшивак, Иван Коломиец.

## Фестиваль им. П. И. Чайковского и Н. Ф фон Мекк
Международный фестиваль классической музыки им. П. И. Чайковского и Н. Ф. фон Мекк проводится Винницкой областной филармонией с мая 1993 года.

## Руководство
Директора:
- 1937—1972 — Павел Афанасьевич Пушкин.
- 1972—1975 — Виталий Иванович Дербенёв.
- 1975—1995 — А. И. Левицкий. Во время его правления появляются «Подоляны» под руководством композитора Бориса Иванова, ансамбль «Панорама» под руководством Вячеслава Шайгарданова и Юрий Денисова, ансамбль «С песней по жизни» — Василий Харьковый (затем Семён Рудман).
- 1995—2008 — Виктор Алексеевич Клепиков.
- В 2008 году Анатолий Иванович Левицкий снова возглавил Винницкую филармонию.